# Oxira hypographa
Oxira hypographa là một loài bướm đêm trong họ Noctuidae.